# Oreophryne pseudasplenicola
Oreophryne pseudasplenicola es una especie de anfibio anuro de la familia Microhylidae.

## Distribución geográfica
Es endémica de Yapen, Nueva Guinea Occidental (Indonesia).